# Peugeot Sport
Peugeot Sport (początkowo Peugeot Talbot Sport) – oddział francuskiej firmy Peugeot odpowiedzialny za sporty motorowe. Peugeot był zaangażowany między innymi w rajdy samochodowe, Formułę 1 czy wyścigi długodystansowe.

## Historia
Historia Peugeota w sportach motorowych sięga końca XIX wieku. W 1895 roku Peugeot Type 7 wygrał wyścig Paryż-Bordeaux-Paryż. Peugeot wygrał także w Grand Prix Francji w latach 1912–1913, natomiast w latach 1913, 1916 i 1919 triumfował w wyścigu Indianapolis 500. W latach 60. i 70. Peugeot 404 i Peugeot 504 triumfowały w różnych rajdach, m.in. w Rajdzie Safari.

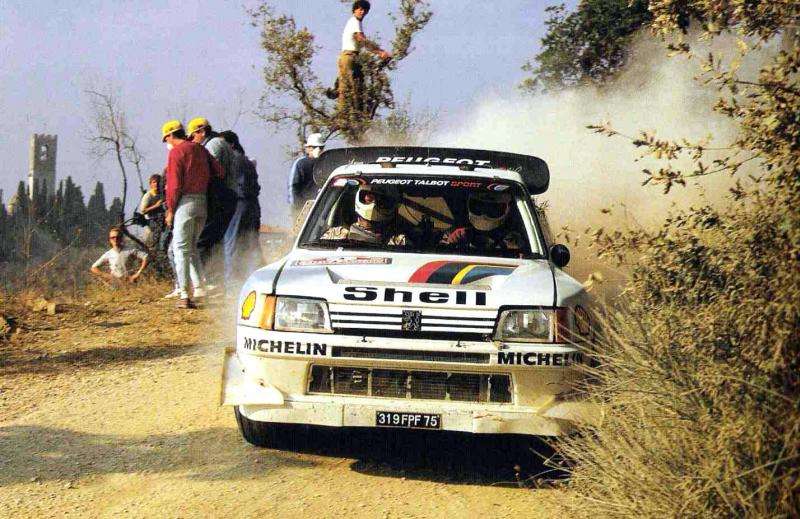
Juha Kankkunen w Peugeocie 205 Turbo 16 (1986)

Firma Peugeot Sport została utworzona w 1982 roku pod nazwą Peugeot Talbot Sport. Założycielem firmy był były pilot rajdowy Jean Todt, a jej celem było stworzenie turbodoładowanego Peugeota 205, zdolnego do walki o tytuły mistrzowskie w Rajdowych Mistrzostwach Świata. Cel ten został osiągnięty: w latach 1985–1986 Peugeot zdobył tytuły mistrzowskie w klasyfikacji producentów i kierowców (Timo Salonen i Juha Kankkunen).
Po konflikcie z FISA Peugeot wycofał się z rajdów samochodowych i zaangażował się w rajdy terenowe, triumfując modelami 205 i 405 w Rajdzie Paryż-Dakar w latach 1987–1990. W latach 1988–1989 Peugeot wygrał także górski wyścig Pikes Peak.

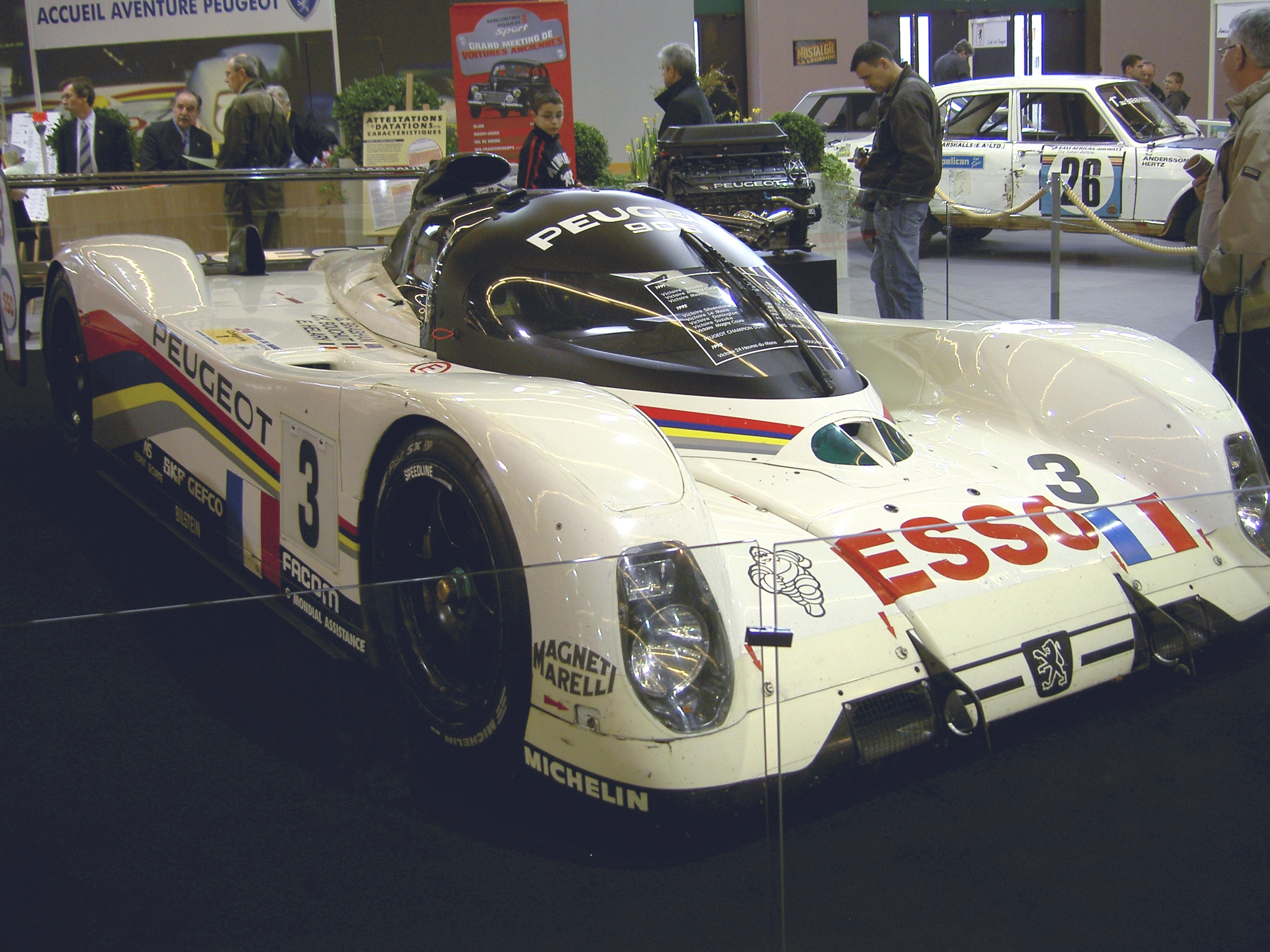
Peugeot 905B (1992)

Następnie Peugeot zaangażował się w wyścigi długodystansowe. Modelem 905 francuska firma zdołała wygrać w 1992 roku Mistrzostwa Świata Samochodów Sportowych oraz zawody 24h Le Mans. W Le Mans Peugeot triumfował również w 1993 roku, zdobywając trzy pierwsze miejsca.
W tym okresie Peugeot ogłosił plany wejścia do Formuły 1 w charakterze dostawcy silników. Po fiasku rozmów z Benettonem, Jordanem i Larroussem, w ostatniej chwili z oferty koncernu skorzystał McLaren. Silniki okazały się nieudane i po roku McLaren zrezygnował ze współpracy, natomiast jednostki przejął Jordan. Zespół ten używał silników Peugeota do 1997 roku, po czym w latach 1998–2000 te jednostki wykorzystywał Prost. Pod koniec 2000 roku dyrektor Peugeota, Frédéric Saint-Geours, zapowiedział wycofanie się Peugeota z Formuły 1, jednocześnie wyrażając wątpliwości w sprawie powrotu marki do tego sportu w dalszej przyszłości.
Jako że program Formuły 1 okazał się nieudany, pod koniec lat 90. Peugeot ogłosił powrót do rajdów z modelem 206 WRC. W latach 2000–2002 firma zdobyła trzy mistrzowskie tytuły w klasyfikacji producentów oraz dwa w klasyfikacji kierowców (Marcus Grönholm).
W 2009 roku ponownie wygrała marka Peugeot swoim model 908 HDi FAP w 24h Le Mans.